# Slag bij Villafranca
De Slag bij Villafranca was een veldslag die plaatsvond op 17 maart 1809 tijdens de Spaanse Burgeroorlog tussen het Franse Keizerrijk en Spanje.

## Aanloop
In 1809 trachtten de Spaanse milities de Fransen uit Noord-Spanje verdrijven. Verschillende aanvallen werden door de lokale guerillas uitgevoerd. In maart 1809 trokken de Fransen weg uit de Vigo en Tui. Het leger van Pedro Caro y Sureda installeerde zich in Asturië en viel vandaar uit de Franse legers lastig in Léon en Galicië. Op 12 maart van dat jaar werd besloten om Villafranca del Bierzo aan te vallen om de Franse communicatielijnen naar Madrid te verbreken.

## Slag
De voorhoede van het Spaanse leger, zo'n 1500 man, werd geleid door Mendizábal. Op 17 maart bereikten ze Villafranca en wisten ze de Franse troepen in het kasteel te bestoken. Na vier uur vechten gaf het garnizoen van Villafranca zich over aan de Spanjaarden.